# Veteranenministerium Osttimors

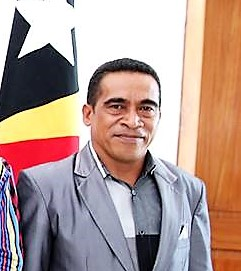
Minister Gil da Costa Monteiro

Das Veteranenministerium Osttimors (offiziell: Ministerium für Angelegenheiten der Kombattanten Nationalen Befreiung; tetum Ministériu ba Asuntus Kombatentes Libertasaun Nasionál; portugiesisch Ministério dos Assuntos de Combatentes da Libertação Nacional; kurz: MAKLN, MACLN) ist die osttimoresische Regierungsbehörde, die für die Gestaltung, Umsetzung, Koordinierung und Bewertung der vom Ministerrat festgelegten und genehmigten Politik für die Angelegenheiten der ehemaligen Kämpfer der Nationalen Befreiung zuständig ist. Die Leitung obliegt dem Veteranenminister. Amtierender Minister ist Júlio Sarmento da Costa von der PD.
Erst seit 2020 ist das Ressort einem Minister unterstellt, davor waren Staatssekretäre für den Bereich verantwortlich. In der VI. Regierung wurde gar kein Posten namentlich für Veteranen geschaffen.

## Aufgaben

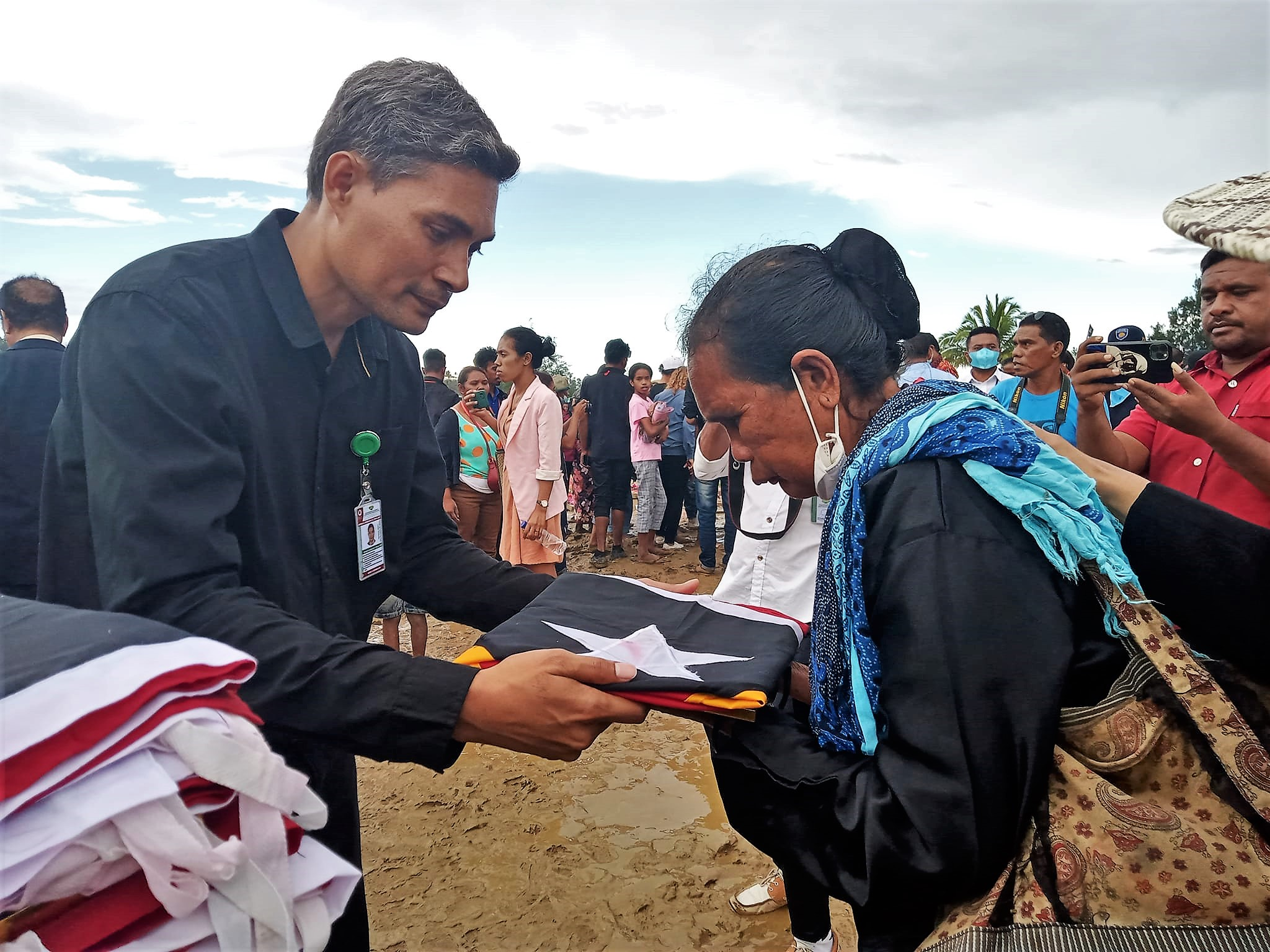
Beisetzung von gefallenen Unabhängigkeitskämpfern im Heldenfriedhof von Dubuai (Suco Lelalai), 2022

Das Ministerium ist unter anderem verantwortlich für die Gestaltung von politischen Maßnahmen, Gesetzen und Vorschriften für die Angelegenheiten der Kämpfer der Nationalen Befreiung sowie für deren Finanzierung, Umsetzung und Bewertung, für die Koordinierung und Planung der Regierungspolitik in Angelegenheiten der Kämpfer der Nationalen Befreiung, für die Registrierung von Nationalen Befreiungskämpfern in Übereinstimmung mit dem Gesetz, für die Umsetzung von Renten- und anderen finanziellen Unterstützungsprogrammen für Nationale Befreiungskämpfer und ihre Familien in Übereinstimmung mit dem Gesetz, für die Überwachung und Eingliederung von Veteranen und Nationalen Befreiungskämpfern in die Gesellschaft, für die Durchführung von Zeremonien zur Ehrung, Demobilisierung und öffentlichen Anerkennung der Nationalen Befreiungskämpfer in Abstimmung mit dem Staatspräsidium und der Kommission für Ehre, Überwachung der Registrierung und Ressourcen, insbesondere durch offizielle Auszeichnungen, Errichtung von Mahnmalen für Gefallene und andere einschlägige Maßnahmen, für die Aufrechterhaltung eines Dienstes zur Erforschung, Archivierung und Verbreitung der Geschichte des nationalen Befreiungskampfes, für eine gründliche Überprüfung der Datenbank zur Registrierung der Nationalen Befreiungskämpfer, für den Bestand der Datenbank zur Registrierung, Verarbeitung, Analyse und Überwachung, die ihre Aktivitäten unterstützt, für die Förderung und Planung von Unterstützungsprogrammen für die Nationalen Befreiungskämpfer, insbesondere in den Bereichen Gesundheit, Bildung und technische Berufsausbildung, Beschäftigung, Zugang zu Krediten und einkommensschaffenden Maßnahmen, für die Entwicklung von Hilfs- und Unterstützungsprogrammen für Nationale Befreiungskämpfer, für die Förderung von Demobilisierungs-, Ruhestands- und Rentenprogrammen für Nationale Befreiungskämpfer, für die Überwachung und Eingliederung von Veteranen und Nationalen Befreiungskämpfern in die Gesellschaft, für die Schaffung von Mechanismen für die Zusammenarbeit und Koordinierung mit anderen staatlichen Stellen, die für verwandte Bereiche zuständig sind und für die Wahrnehmung der sonstigen ihnen gesetzlich übertragenen Aufgaben.

## Organisationsstruktur und untergeordnete Behörden
Die Kommission für Ehrung, Überwachung der Registrierung und Berufung von nationalen Befreiungskämpfern (tetum Komisaun Omenajen, Supervizaun Rejistu no Rekursu Kombatente Libertasaun Nasionál) ist dem Ministerium für die Angelegenheiten der nationalen Befreiungskämpfer unterstellt. Dem Minister ist zudem ein Staatssekretär (SEAACLN) zur Seite gestellt.